# Melichrus procumbens
Melichrus procumbens là một loài thực vật có hoa trong họ Thạch nam. Loài này được (Cav.) Druce mô tả khoa học đầu tiên năm 1917.